# Glykoprotein
Glykoproteiner er proteiner, der indeholder kulhydrat i form af kæder af sukkermolekyler bundet til specifikke aminosyreenheder. De fleste membranproteiner og secernerede proteiner er glykoproteiner.
Glykoproteiner syntetiseres af ribosomer bundet til det endoplasmatiske reticulum, og i lumen af endoplasmatisk reticulum påhæftes en blok af kulhydrater, der er syntetiseret af proteiner i det endoplasmatiske reticulums membran. Det påhæftede oligosaccharid er det såkaldte precursor oligosaccharid, der består af to enheder N-acetylglukosamin, 9 enheder mannose og 3 enheder glukose. Dette oligosaccharid bindes til sidekæden af en asparaginrest i polypeptidet, og derefter trimmes en del af kulhydratenhederne væk, så der kun er den såkaldte core glycosylering tilbage; den består af de to enheder N-acetylglucosamin samt tre af mannose-enhederne. 
Videre glykosylering, kaldet terminal glykosylering, finder sted i Golgi-apparatet. Golgi-apparatet er også det organel hvor de fleste glykoproteiner sorteres og sendes til deres destination. Lysosomale enzymer er f.eks. markeret med mannose-6-fosfat. Extracellulære glycoproteiner har ofte sialinsyre som sidste led i kulhydratkæderne. Ofte finder man glycoproteiner med lidt forskel i kulhydratstrukturen; dette fænomen kaldes mikroheterogenicitet; de forskellige mikroheterogene former kaldes for glycoformer.

## Eksempler på glykoproteiner
- De fleste plasmaproteiner: Antistofferne, Akutfaseproteinerne
  - Nogle hormoner: EPO, TSH [5]
- De fleste proteiner på overfladen af celler, se f.eks. CD4 og receptorer som EpoR (EPO-receptoren)
- Nogle proteiner på intracellulære membraner: IP3R, Ca2+-kanal i ER-membranen
- De fleste proteiner på overfladen af virus, se f.eks. Spike-proteinet på Coronavirus, Epstein-Barr virus, Hæmagglutinin (HA) og Neuraminidase (NA) [6]
- Andre eksempler: Miraculin